# هاکاری (قبادلی)
هاکاری یا هکری (ترکی آذربایجانی: Həkəri یا Həkərli) یک منطقهٔ مسکونی در جمهوری آرتساخ است که در استان کاشاتاق واقع شده‌است. هاکاری ۵۳۵ نفر جمعیت دارد.